# Antodynerus oogaster
Antodynerus oogaster är en stekelart som först beskrevs av Giovanni Gribodo 1895.
Antodynerus oogaster ingår i släktet Antodynerus och familjen Eumenidae. Inga underarter finns listade i Catalogue of Life.